# Jacopo Guarana

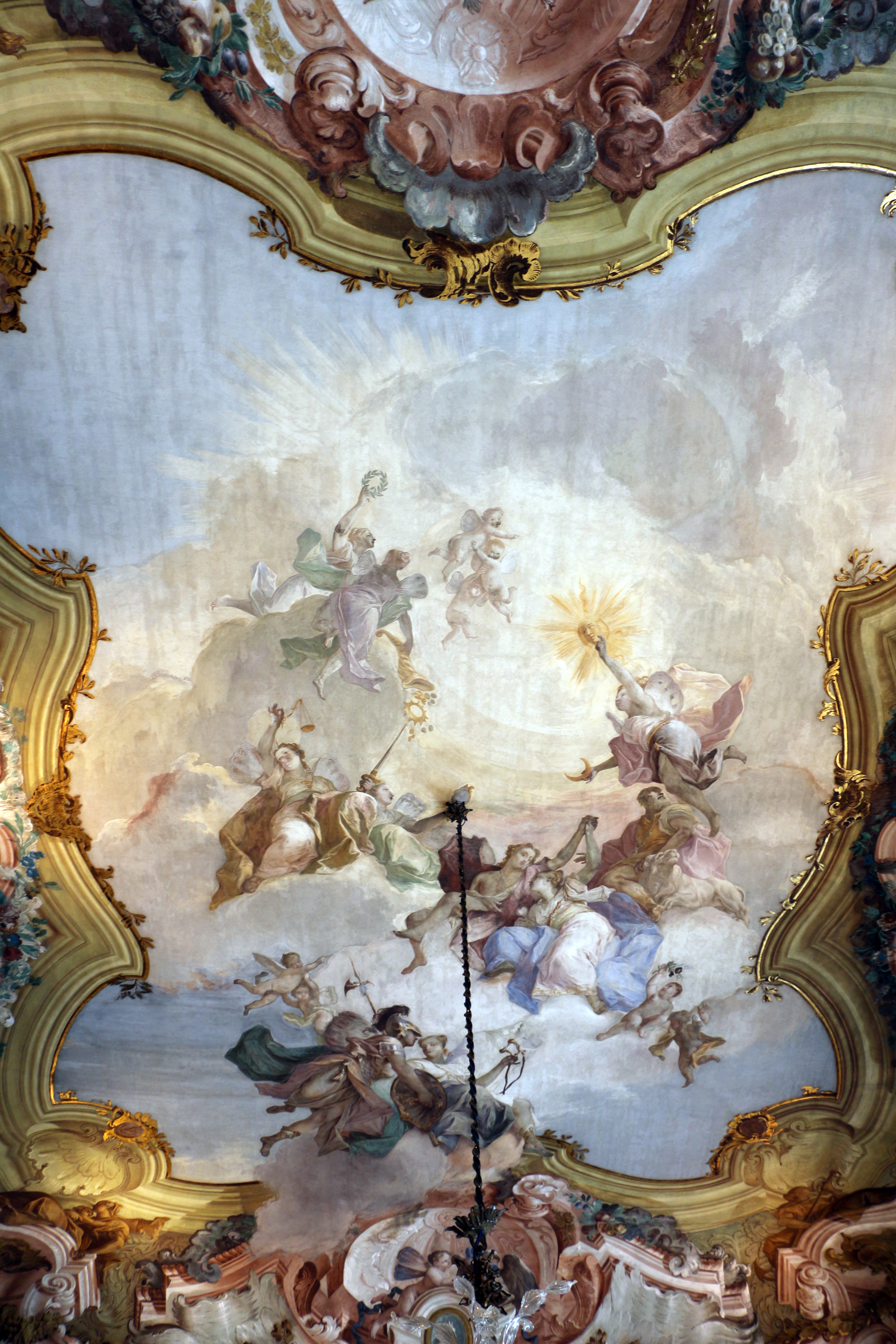
Die Tugenden, Ca’ Rezzonico

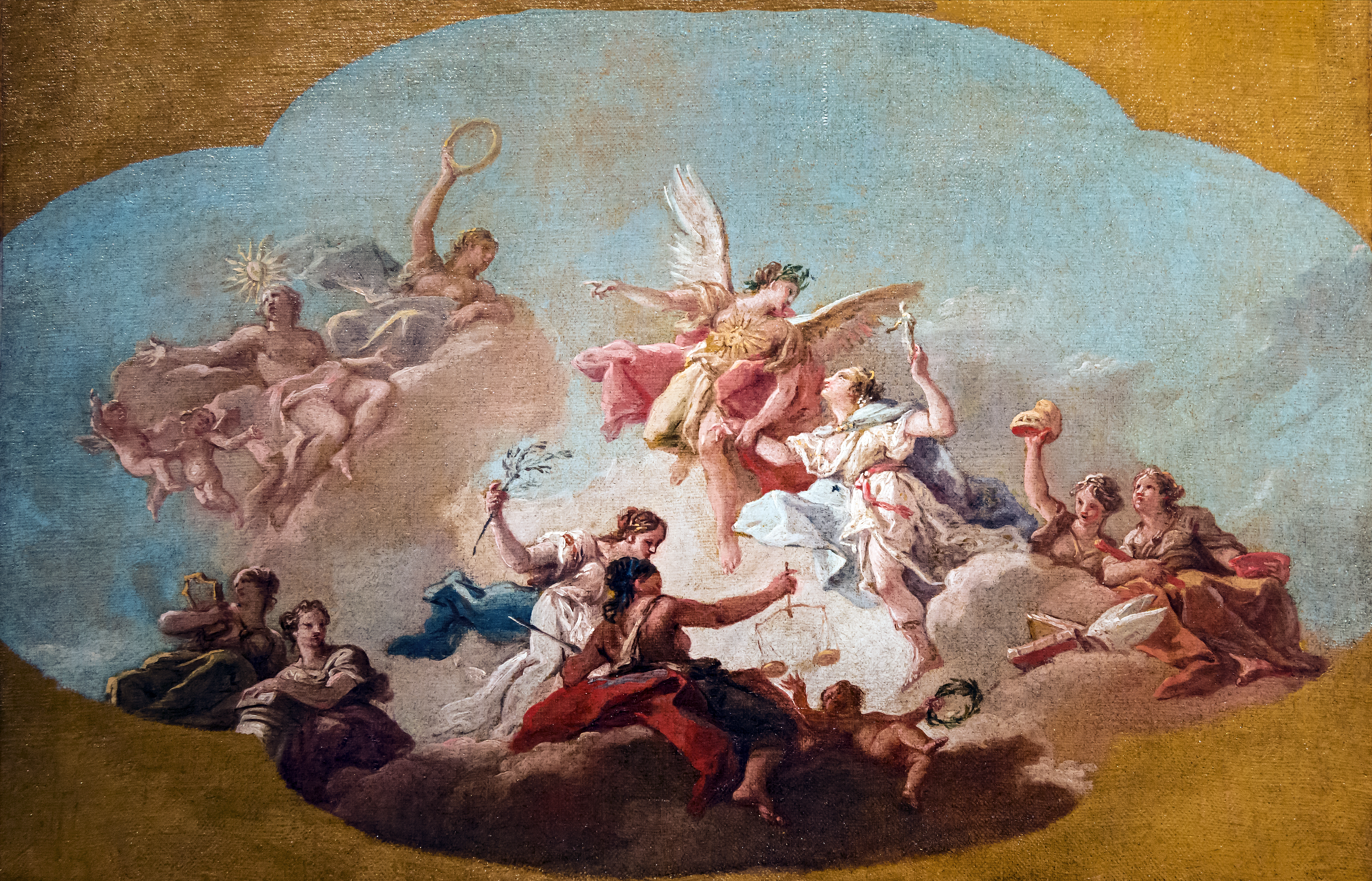
Allegoria delle virtù Mocenigo, Gallerie dell’Accademia

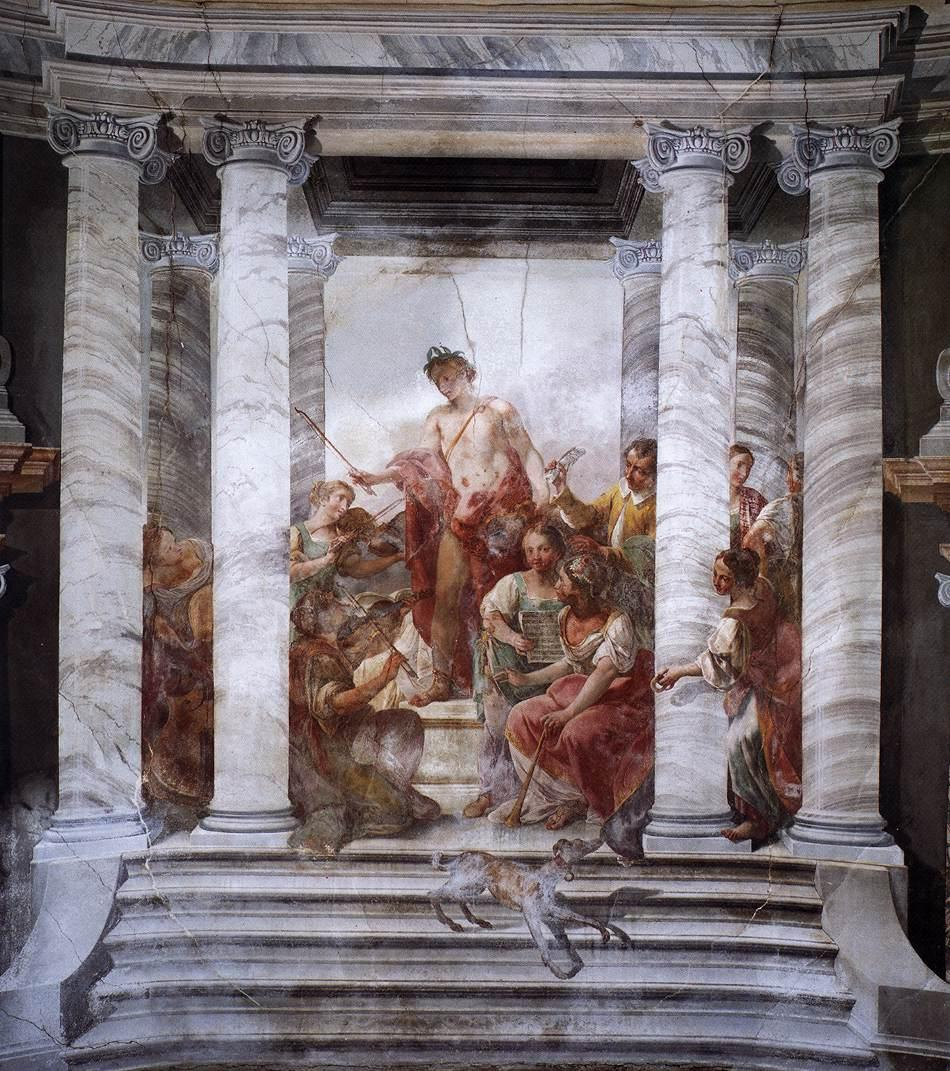
Apollo conduce un coro di ragazze, Musiksaal des Ospedaletto

Jacopo Guarana (* 28. Oktober 1720 in Verona; † 18. April 1808 in Venedig) war ein italienischer Freskenmaler des Settecento.

## Leben und Werk
Guaranas Eltern stammten aus Venedig. Sein Vater Vincenzo stand in Diensten des Bischofs Marco Gradenigo. Seit seinem vierten Lebensjahr lebte Jacopo ununterbrochen in Venedig, also seit 1724. Nur für kurze Aufenthalte in Venetien verließ er die Stadt, und gegen Ende seiner Tätigkeit, als er in Ravenna die Kuppel von San Vitale ausschmücken sollte. Am 28. April 1740 heiratete er in San Pantalon Caterina Girelli. Das Paar zog in die Gemeinde San Tomà im Sestiere San Polo. 1742 kam der gemeinsame Sohn Vincenzo zur Welt, der später selbst Maler wurde. Nachdem seine Frau – das Paar lebte inzwischen in San Pantalon – am 3. November 1758 gestorben war, heiratete Guarana am 29. November 1759 ein zweites Mal, nämlich Francesca Alvarà, die kurz vor seinem Tod starb.
Der Patrizier Pietro Gradenigo trug unter dem Datum des 12. Juni 1755 in seine Notatori ein, Guarana sei ein „Discepolo del Celebre Gio. Batta Tiepolo“, ein Schüler des berühmten Malers gewesen. Nach anderen Angaben war er jedoch zunächst Schüler von Sebastiano Ricci und dann erst des Tiepolo, doch wird diesen Angaben in der modernen Forschung gelegentlich widersprochen. Spätestens 1744 gehörte er jedenfalls der Malerbruderschaft an, ab 1756 der Accademia veneziana di pittura e scultura, deren Präsident er von 1774 bis 1784 wurde. Auch gehörte er den Akademien von Florenz und Bologna an.
Hauptauftraggeber waren die Kirchen, in denen er vor allem Pale und Decken bemalte, aber auch die Besitzer der zahlreichen Paläste in Venedig und in Venetien. Er wurde zu einem der bedeutendsten Maler auf diesem Sektor. So schmückte er die Kuppel der Cappella del Sacramento in der Kirche San Giacomo dall’Orio ab 1753 aus, möglicherweise wirkte er schon früher in San Moisè mit seiner Vergine in gloria, aber auch in Sant’Antonio in Padua; im Dezember 1755 erhielt er seinen Lohn für Fresken in San Tomà. Auch arbeitete er in Udine und Treviso.
Vielleicht schon 1755 schuf er das Altarbild mit dem Martirium des hl. Stefan in Santo Stefano, 1758 heute verlorene Deckengemälde in San Teonisto (Assunzione della Vergine u. a.), vielleicht auch die Deckenfresken der zerstörten Kirche San Parisio mit der Gloria del santo.
Ende der 1750er Jahre begann er auch Privatgebäude zu schmücken. Aus dem Jahr 1758 stammt das komplexe allegorische Werk an der Decke der Sala degli Arazzi in der Ca’ Rezzonico; weitere Werke entstanden im Palazzo Erizzo a San Martino (Fama buona, Zephyr und Flora, Hochzeitsmahl des Bacchus), die gemeinsam mit F. Zanchi wohl um 1758 entstanden. Um 1759 entstanden Deckenfresken im Palazzo Baglioni in Zusammenarbeit mit Pietro Visconti. In einigen Palästen schuf Guarana auch Historiengemälde, wie im Palazzo Giustinian-Lolin, aber auch im Palazzo Fulcis-Bertoldi in Belluno oder in der Villa Pisani in Stra. Zudem soll er für den russischen Hof in Moskau gemalt haben, ein 1760 angefertigtes Werk, das in den Winterpalast nach Petersburg ging. Ein weiteres Werk schuf er für den chinesischen Palast in Oranienbaum (heute Lomonossow).
1760 unterzeichnete Guarana einen Vertrag, in dem er sich zur Dekoration der Salondecke der Scuola di San Giovanni Evangelista verpflichtete (Visione dei sette angeli e dei sette vasi). An der Decke des Archivs des Hauses entstand Gloria di San Giovanni Evangelista, das jedoch nur aus dem Archivführer von Zanetti aus dem Jahr 1792 überliefert ist.
1764 wurde der Maler von der Accademia für die Ausschmückung der Decke der Camera delle riduzioni im Fonteghetto della Farina honoriert. Das Werk wurde jedoch bereits drei Jahre später durch das Fresko ersetzt, das sich noch heute dort befindet und von Francesco Fontebasso stammt.
Im Dogenpalast schuf Guarana zwischen September 1766 und Mai 1767 die Fresken der Chiesetta, darunter die Decke mit San Marco, Venezia und allegorischen Figuren, die das Gute Regiment, den Rat und die Besonnenheit darstellten, wobei hier Gerolamo Mengozzi-Colonna für die Ornamente zuständig war. Auch für die Sala dei Banchetti, heute Annex des Palazzo patriarcale, wurden Guarana und Zanchi mit Dekret des Senats vom 30. April 1767 ausgewählt. So entstanden bis Dezember 1768 die Apotheose Venedigs zwischen Gruppen von Tugenden. Anscheinend wurde er und nicht Tiepolo beauftragt, weil letzterer sich zu dieser Zeit in Spanien aufhielt. Mit Tiepolos Abwesenheit ab 1762 wurde Guarana zum gefragtesten Maler dieser Jahre in Venedig. So konnte er sich deutlich freier entfalten und umfassendere Arbeiten durchführen. Er dekorierte die Sala di Musica im Ospedaletto zwischen 1776 und 1777, 1779 malte er in San Pantalon die Apostel Philipp und Bartolomäus. Zugleich malte er in Grappa (Chiesa di Crespano) und Vicenza (Palazzo Porto Breganze), im Padovano (Villa Contarini).
Zwischen 1765 und 1768 entstanden Fresken im Ballsaal des Palazzo Tron a S. Stae (Triumph des Herkules), die aber zerstört wurden. Auch war Guarana im Palazzo Crotta in San Geremia tätig, wo er zwei Decken mit Allegorien schmückte, vielleicht auch im Palazzo Dandolo di S. Moisè, die allerdings auch verloren sind.
Mit Zanchi realisierte er 1770 bis 1773 einen Freskenzyklus im Palazzo Pisani Moretta, dann 1772 im Palazzo Morosini di S. Stefano, sowie im Palazzo Nani a San Trovaso, dann im Palazzo Pisani a Santo Stefano, im Palazzo Mocenigo a Santa Stae. Hinzu kommen zahlreiche Werke, die nicht erhalten sind, von denen wir aber durch die Schriftquellen wissen. Zwischen April und August 1780 schuf er mit dem Maler Giuseppe Moretti an der Decke von San Tomà das Martyrium des Apostels Thomas.
1782 reiste Guarana nach Ravenna, um die Kuppel der Basilica di San Vitale auszuschmücken, ein Auftrag, den er erhielt, weil Ubaldo Gandolfi kurz zuvor gestorben war. Wieder in Venedig arbeitete er in der Scuola del Rosario an der Heiligen Dreifaltigkeit und anderen Werken. Für die Scuola della Carità, für die er Jahrzehnte zuvor die Tochter des Jephta (heute in San Cassiano) gemalt hatte, die Sakristeidecke. Im Palazzo Querini Stampalia schuf er im Wohnbereich des Alvise Querini und der Maria Lippomano, die 1790 geheiratet hatten, den Wagen der Aurora und weitere Allegorien; ebenso an den Decken des Palazzo Gradenigo und des Palazzo Manin auf Rialto, entstanden Werke, doch ist von ihnen nichts erhalten. Im Gegensatz dazu sind die Fresken im Palazzo Michiel del Brusà in Ss. Apostoli, vielleicht von 1802, erhalten geblieben. Zuletzt arbeitete Guarana 1802 in San Polo, wo er schon in früheren Jahren Restaurierungsarbeiten durchgeführt hatte.
Noch im Dezember 1807 wandte sich Guarana an Eugène Beauharnais, den Vizekönig, und ersuchte um eine jährliche Unterstützung für den Rest seiner Tage. Am 18. April des folgenden Jahres starb er in seinem Haus in der Gemeinde San Polo.